# Mihrdat II d'Ibérie
Pour les articles homonymes, voir Mithridate.
Mithridate ou Mihrdat II d'Ibérie (en géorgien მირდატ II, latinisé en Mithridates) est un roi d'Ibérie de la dynastie arsacide ayant régné de 249 à 265.

## Biographie
Mihrdat II est uniquement connu par la Chronique géorgienne qui indique seulement qu'il est le 22e roi d'Ibérie, fils de Bacour et qu'il règne pendant 16 ans.
Cyrille Toumanoff considère qu'il doit faire face entre 260 et 265 à la concurrence d'Amazap III, un anti-roi d'Ibérie descendant réel ou supposé d'après son nom de la dynastie artaxiade soutenu comme vassal par le roi sassanide Shapur Ier, dont la dynastie a pris le pouvoir en Perse au détriment de la branche aînée de la famille arsacide, et qui vient de chasser du trône d'Arménie les représentants d'une branche cadette de cette même famille. 